# Катя Клеп
Катя Клеп (англ. Kate Clapp, справжнє ім'я Трофимова Катерина Романівна; 19 травня 1993, Москва) — російська відеоблогерка. Знімає і публікує різні відеоролики, скетчі, музичні пародії або розмовні відео. Її відеопроекти входять в топ-10 найприбутковіших в Росії. Станом на 2018 рік має понад 6 мільйонів підписників на своєму основному каналі — TheKateClapp і понад 1,5 мільйона на другому каналі — FoggyDisaster.

## Біографія
Катя народилася і виросла в Москві, закінчила загальноосвітню Школу № 1122. Пізніше поступила в Інститут Сучасного Мистецтва на режисера, але на першому курсі забрала документи, зрозумівши, що це не її. Свою діяльність розпочала в 2009 році під псевдонімом Kate Clapp. За три з гаком роки їй вдалося зібрати майже 250 000 підписників, а також понад 33,5 мільйонів переглядів на YouTube. Її амплуа складається з різного роду інтернет-шоу. Знімалася в рекламних роликах на телебаченні. Влаштовує зустрічі зі своїми фанатами в різних містах Росії.
У березні та листопаді2014 року, а також у березні 2015 року Катерина була на обкладинці журналу ELLE Girl.
Брала участь у записі російської версії навчального порталу Годину коду.
У 2016 році зайняла друге місце (після Наталії Поклонської) в рейтингу найкрасивіших жінок країни за версією «Русского репортера». Була запрошена як зірка на церемонію вручення «Премії Муз-ТВ» Разом зі Стасом Давидовим була запрошена Іваном Ургантом на дебютний випуск його власного відеоблогу, де телеведучий запропонував гостям оцінити своє починання з позиції людей, які вже добилися популярності в цьому жанрі.
Навесні 2016 року Катерина представляла російський сегмент YouTube на «Creator Summit» у місті Нью-Йорк, який зібрав найкращих відеоблогеров зі всього світу. Також в 2016 знімала свою особисту рубрику на каналі Disney в рамках програми «Правила Стилю». Інтерв'ю з її участю були показані на ТВ каналах Перший, Росія-1, Москва 24, Муз-ТВ та ін.

## Громадянська позиція
У квітні 2016 року відвідала окуповану територію Криму через закриті пункти пропуску, за що була внесена до бази центру «Миротворець».